# Reinhard Gerer
Reinhard Gerer (* 12. April 1953 in Zeltweg; † 5. April 2023 in Wien) war ein österreichischer Koch.

## Karriere als Koch
Nach seiner Lehre zum Koch von 1968 bis 1972 in der Wieslburger Bierinsel im Wiener Prater vervollständigte Reinhard Gerer seine Ausbildung im Restaurant Prinz Eugen des Doyens der österreichischen Küche Werner Matt. Weitere Lehrjahre verbrachte er in den Küchen von Paul Bocuse, Eckart Witzigmann und Heinz Winkler, ehe er 1979 als Chef de Cuisine im Le Pialée begann. 1981 wurde er zum damals jüngsten Haubenkoch Österreichs. 1982, nachdem Richard Hedrich, ebenfalls ein Matt-Schüler, das Mattes von Patron Wilhelm Holzbauer verlassen hatte, übernahm er dort die Küche.
1984 eröffnete Reinhard Gerer das Korso im Wiener Hotel Bristol, welches unter seiner Leitung zeitweise mit vier Hauben im Gault Millau ausgezeichnet wurde und als erstes Restaurant in Österreich diese Bewertung erhielt. Von 1986 bis 2007 verlieh der Guide Michelin dem Korso einen Stern. Nach dessen Verlust im Guide 2008 und der Herabstufung durch Gault Millau auf 14 Punkte verließ Gerer das Korso 2008.
Von 2009 bis 2013 führte Gerer gemeinsam mit Natalie Jelesitz, seiner späteren Ehefrau, den Magdalenenhof am Bisamberg. Seit 2014 kochte er in ihrem Restaurant O in der Wiener Innenstadt.
Am 30. März 2016 wurde ein privates Insolvenzverfahren mangels Masse abgewiesen und das Restaurant O geschlossen.
Ab 2021/22 entwickelte er für die Firma „Bella und Waldemar“ Gourmet-Frischfutter und Delikatessen für Hunde.
Kurz vor seinem 70. Geburtstag verstarb er, im Krankenhaus Rudolfstiftung in Wien, nach langer, schwerer Krankheit.

## Weitere gastronomische Projekte
2003 übernahm Reinhard Gerer gemeinsam mit seinem ehemaligen Schüler Toni Mörwald die Patronanz für die Wiener Niederlassung des Gastronomietheaterprojekts Palazzo, welches unter anderem auch Eckart Witzigmann, Harald Wohlfahrt und Juan Amador für sich gewinnen konnte. Von der Saison 2004 bis 2012 lief das Projekt allein unter Gerers Namen. Im Februar 2013 wurde bekannt, dass Gerer das Palazzo verlässt. Im Mai desselben Jahres kündigte Gerer an, unter seiner Patronanz eine Niederlassung des Gastronomietheaterprojekts teatro von Palazzo-Aussteiger Alfons Schuhbeck zu gründen. Der Betrieb begann im Oktober 2013 und wurde am 22. Januar 2014 wegen Insolvenz eingestellt.
Nach seinem Ausscheiden aus dem Korso war Gerer als Berater unter anderem für die Albertina Passage, die Bergstation Tirol, das Gasthaus Hexensitz und den Club k47 engagiert.

## Auszeichnungen
- 1992: Goldenes Ehrenzeichen für Verdienste um die Republik Österreich[2]
- 1993: Koch des Jahres im österreichischen Gault Millau[2]
- 2000: Goldene Kugel[15]
- 2003: Trophée Gourmet[15]

## Veröffentlichungen
- Große Küche aus Österreich,  Orac, Wien 1987
- Die kleinen Tricks der großen Küche, aufgezeichnet von Conny Bischofberger, Orac, Wien 1990
- Der große Gerer, mit Christian Grünwald und Andreas Wojta, Orac, Wien 2000
- Moderne Klassiker, Orac, Wien 2011